# Fidel García Berlanga
Fidel García Berlanga (Camporrobles, Plana d'Utiel, 24 d'abril de 1859 - Utiel, 2 de gener de 1914) fou un advocat, polític i terratinent valencià, pare de José García-Berlanga Pardo i avi del director de cinema Luis García Berlanga.
Estudià dret a la Universitat de València i el 1884 fou escollit alcalde d'Utiel pel Partit Liberal. Mercè les seves bones relacions amb Práxedes Mateo Sagasta, el 1888 fou diputat provincial pel districte de Sueca-Gandia, el 1892 pel de Requena-Aiora i el 1894 fou nomenat president de la Diputació de València, càrrec en el qual es distingí per les seves campanyes en defensa dels interessos dels viticultors valencians.
La seva popularitat li facilità ser elegit diputat a les Corts a les eleccions generals espanyoles de 1901, 1905, 1907 i 1910 pel districte de Requena, distingint-se sempre per defensar els interessos dels vinyataires i oposar-se a la llei d'alcohols industrials de 1909. També formà part de la Junta d'Aranzels i Valoracions que va aprovar l'aranzel de 1906.
Durant les disputes internes del Partit Liberal es decantà per la facció demòcrata, dirigida primer per José Canalejas y Méndez i després per Manuel García Prieto. Va morir d'una peritonitis mentre feia un míting electoral a la Venta del Moro (Utiel)